# Nathan Seinfeld
Nathan Seinfeld, též Natan Seinfeld (9. října 1860 Lipnik – 24. dubna 1924), byl rakouský politik polské národnosti a židovského původu z Haliče, na počátku 20. století poslanec Říšské rady.

## Biografie
Byl židovského původu. Patřil mezi propolsky orientované židy. Narodil se v Lipniku v Haliči. V letech 1878–1883 vystudoval univerzitu. Působil jako úředník. V roce 1896 ho ministr železnic jmenoval druhým náměstkem ředitele státních drah v Stanislavově.
Působil i jako poslanec Říšské rady (celostátního parlamentu Předlitavska), kam usedl ve volbách roku 1901 za kurii městskou v Haliči, obvod Kolomyja, Sňatyn, Bučač (20. prosince 1900). Ve volebním období 1901–1907 se uvádí jako Dr. Nathan Seinfeld, c. k. vládní rada a náměstek ředitele státních drah na penzi.
V roce 1900 se uvádí jako samostatný polský kandidát s programem Polského klubu. Zasedal v poslaneckém Polském klubu.